# Wendell (Idaho)
Wendell es una ciudad ubicada en el condado de Gooding en el estado estadounidense de Idaho. En el Censo de 2010 tenía una población de 2782 habitantes y una densidad poblacional de 787,49 personas por km².

## Geografía
Wendell se encuentra ubicada en las coordenadas 42°46′29″N 114°42′11″O / 42.77472, -114.70306. Según la Oficina del Censo de los Estados Unidos, Wendell tiene una superficie total de 3.53 km², de la cual 3.53 km² corresponden a tierra firme y (0%) 0 km² es agua.

## Demografía
Según el censo de 2010, había 2782 personas residiendo en Wendell. La densidad de población era de 787,49 hab./km². De los 2782 habitantes, Wendell estaba compuesto por el 0.07% blancos, el 0.18% eran afroamericanos, el 1.37% eran amerindios, el 0.25% eran asiáticos, el 0.18% eran isleños del Pacífico, el 21.89% eran de otras razas y el 1.98% pertenecían a dos o más razas. Del total de la población el 35.73% eran hispanos o latinos de cualquier raza.